# 엄마의 방
《엄마의 방》은 1985년 1월 9일부터 5월 31일까지 방송되었던 MBC 수목 드라마로 한 번씩 혼인에 실패한 중년 남녀가 새로운 삶을 찾아가는 애환을 그렸다.

## 줄거리
국민학교(지금의 초등학교) 교사로 근무하던 한혜실(김영애 분)은 전 남편과 사별하고 외아들 상태하고 함께 살아간다.
그러던 어느 날 교장 선생님의 소개로 한일기업 박성민 전무이사(최불암 분)를 만나게 된다.
박성민은 처음 만난 혜실을 집까지 데려다주는 등 호의를 베풀면서 자상함을 보이게 된다.
그러던 중 혜실이 모범교사상을 받는 자리에 성민이 나타나 혜실에게 정중히 청혼을 하게 된다.

## 방송 시간
| 방송 채널 | 방송 기간                        | 방송 시간                                           | 방송 분량 |
| --------- | -------------------------------- | --------------------------------------------------- | --------- |
| MBC TV    | 1985년 1월 9일 ~ 1985년 4월 24일 | 매주 수요일 ~ 목요일 오후 9시 45분 ~ 오후 10시 35분 | 50분      |
| MBC TV    | 1985년 5월 2일 ~ 1985년 5월 31일 | 매주 목요일 ~ 금요일 오후 9시 45분 ~ 오후 10시 35분 | 50분      |

## 등장 인물
- 김영애(한혜실) : 국민학교 교사
- 최불암(박성민) : 한일기업 전무이사
- 홍종현, 최상훈, 정혜선, 이미지, 이묵원, 윤여정, 박원숙, 남능미, 김해숙, 김청, 김애경, 김홍석, 강수연,

## 편성 변경
- 1985년 1월 9일 : 《특집 MBC 뉴스데스크》 편성으로 순연되어 오후 10시부터 방송·편성